# Astra (Chubut)

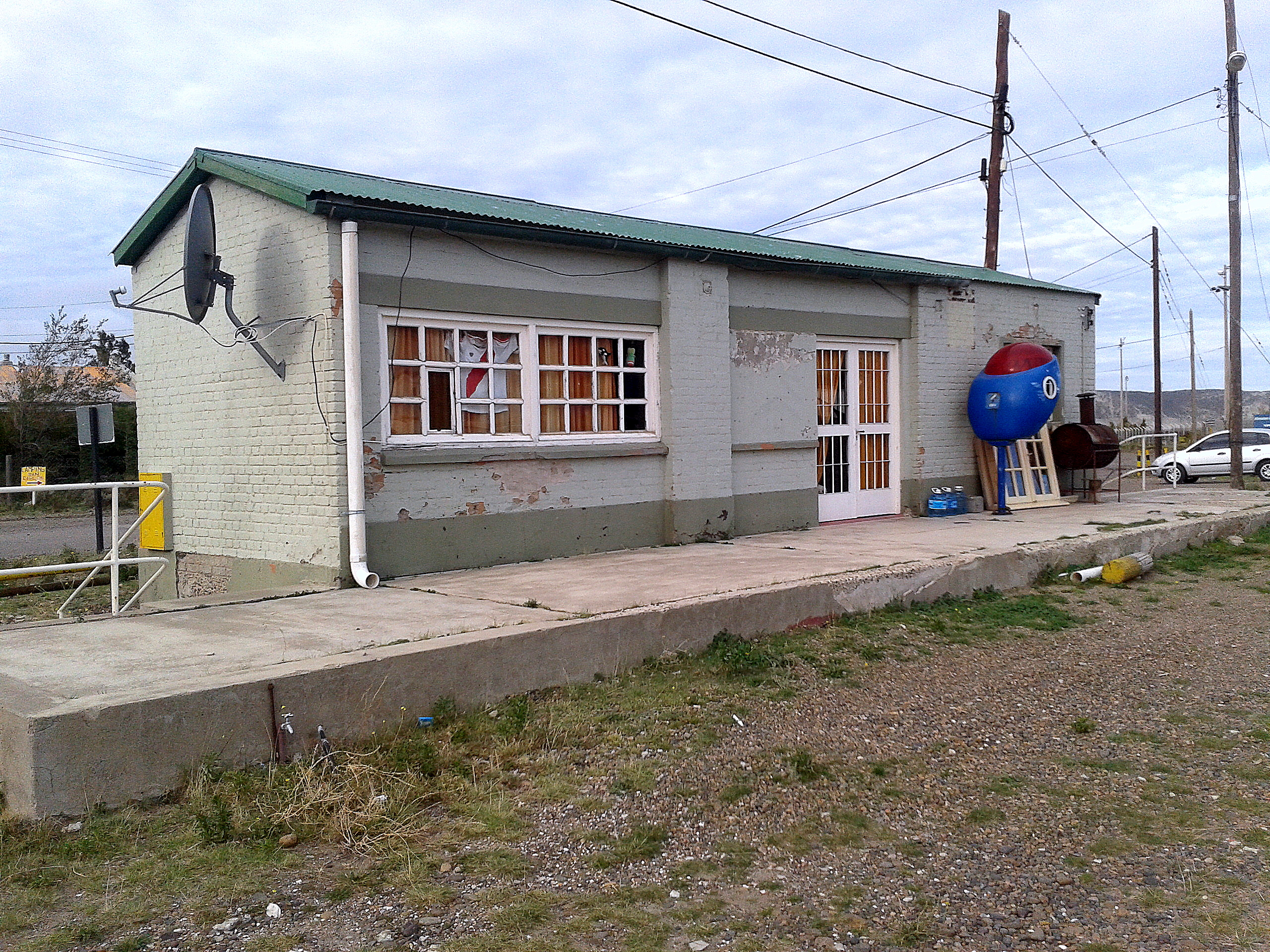
La estación ferroviaria, hoy como edificio histórico usurpado, aún conserva su andén.

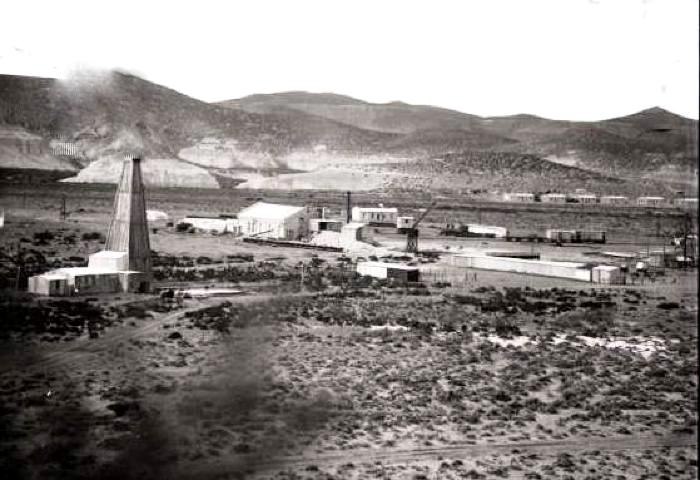
Formación ferroviaria en la estación Astra a inicios del siglo XX

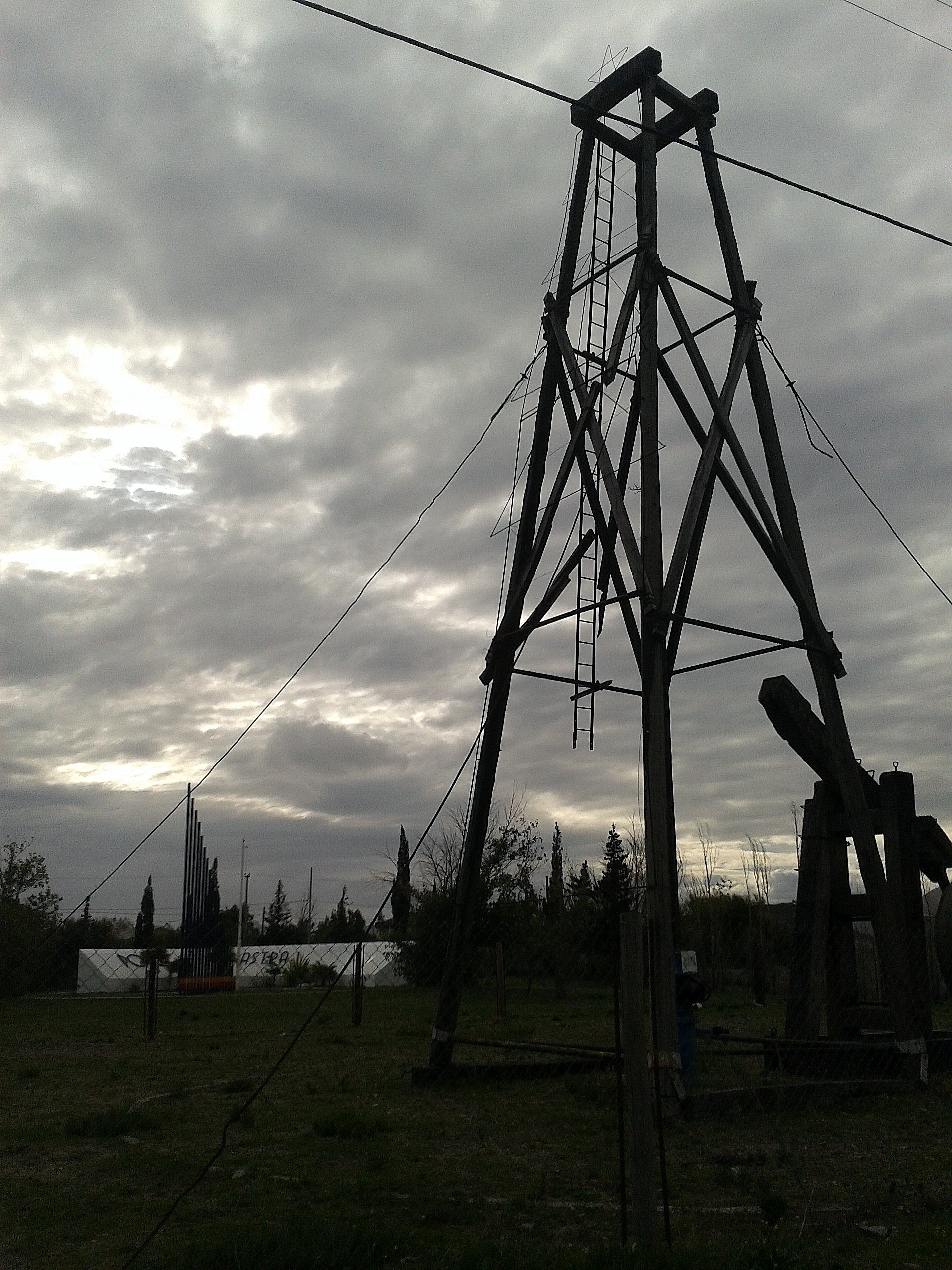
Monumento al primer pozo petrolero de Astra.

Astra, llamado también en Comodoro Rivadavia Km 20 (debido a la distancia que hay con el centro de la urbe petrolera), es un barrio que tiene tratamiento de localidad. Se halla cercana a Comodoro Rivadavia del Departamento Escalante, en la Provincia del Chubut, Argentina. Está localizada en la «Zona Norte» del municipio de Comodoro Rivadavia, y por su distancia es un componente que hasta el censo 2001 no fue aglomerado. Pese a que hoy en día se lo trate solo un barrio de la ciudad petrolera del sur, su tratamiento es de localidad según el INDEC.
Se emplaza a 20 km del centro del aglomerado urbano, estando a 3 km de distancia del barrio más cercano del aglomerado de la ciudad del Chenque.

## Toponimia
El nombre de la localidad proviene de la Compañía Explotadora de Petróleo «Astra», quien inició la actividad petrolera y poblacional en Astra.

## Descripción
El barrio combina casas modernas con casas antiguas; además de mantener estructuras históricas como la Estación Astra y otras de la edad de oro de la compañía destinadas a los empleados como cine, club, escuela, fábrica de ladrillos y hasta un matadero propio. Otro elemento característico es su forestación que posee árboles centenarios.

## Geografía
Astra se encuentra rodeada de numerosos cerros y cañadones que le dan un aspecto natural y armónico. Gracias a su entorno natural se puede ver abundante fauna autóctona en sus inmediaciones, practicar escaladas y caminatas. Los accidentes más destacados son el cerro Pan Dulce, el cerro Pañuelito, cerro Papagoikop y el cañadón de Los Loros.

## Historia

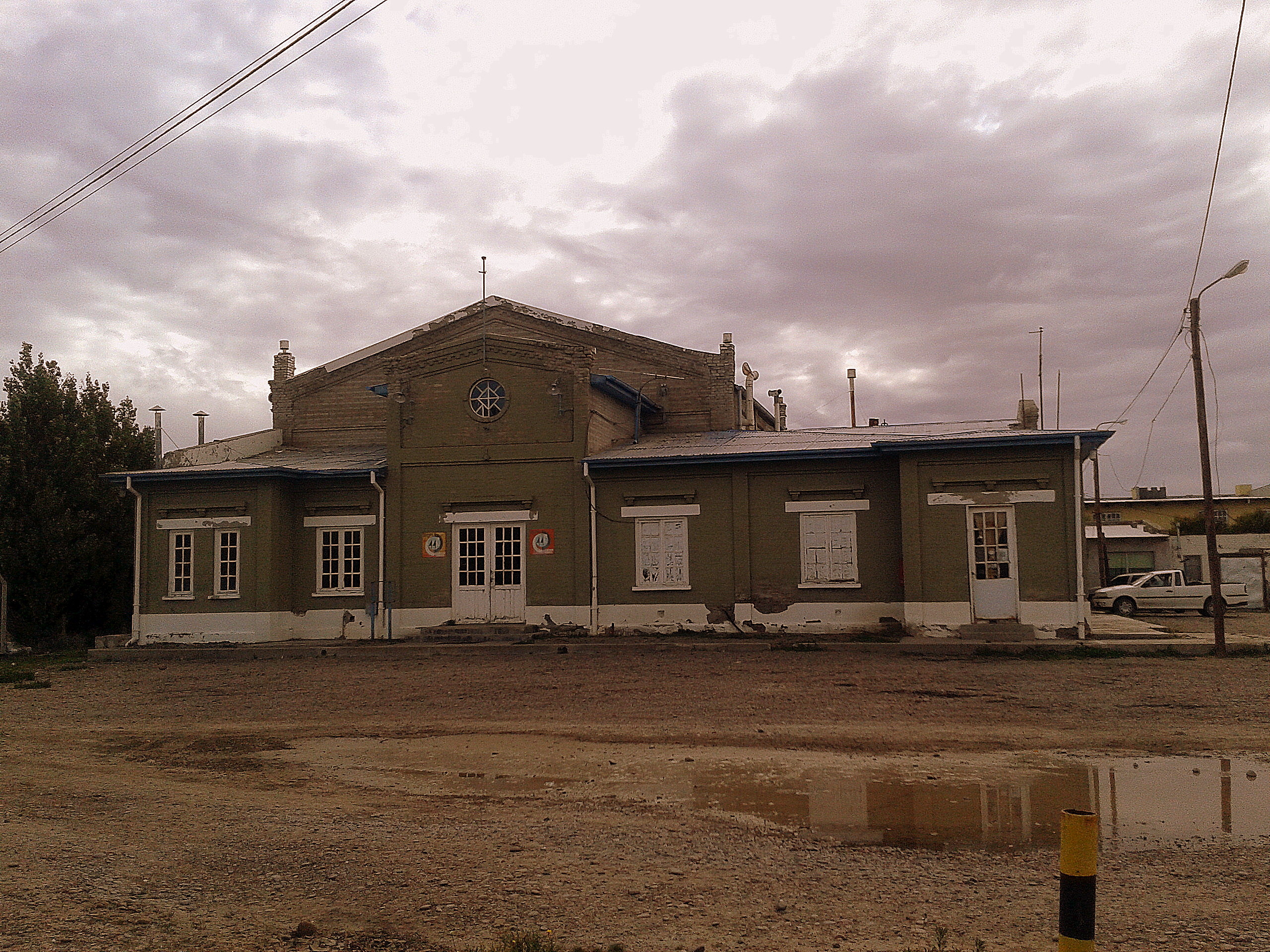
Edificio histórico cine teatro.

El inicio de Astra fue el campamento fundado por el Sindicato Petrolífero Astra Argentina en torno al primer pozo exploratorio que ensayó en el Lote 138 de la Colonia Bóeres, o Escalante, en tierras pertenecientes a la familia Du Plessis, después de haber obtenido el 30 de junio de 1912 el permiso correspondiente. Su primera pobladora nacida en esta tierra fue Marta Eggeling, tercera hija del matrimonio de Marta Lehrke y el jefe de sondeo Herman Eggeling. Su nacimiento el 12 de diciembre de 1912 en una casilla de chapa con techo de lona que habían improvisado muy cerca del pozo descubridor los obreros del sindicato marca el inicio de la vida de la localidad.A fines de ese mismo año la empresa halló petróleo a 629 metros de profundidad. Mientras que en los años siguientes la búsqueda del oro negro llevó a la compañía a la perforación de los pozos 2, 3 y 4 entre 1913 y 1914 confirmó el potencial de la zona para la producción a gran escala. Para 1916 con la producción consolidada en 6915 metros cúbicos anuales; la empresa procedió a incrementar su fuerte inversión: concretó su ramal de 10 kilómetros para enlazarse con el Ferrocarril local, una usina eléctrica, bombas y un estanque para 5500 metros cúbicos de petróleo.
Su gran performance nació el 15 de diciembre de 1916, tras la extracción exitosa de petróleo, como consecuencia no tardó en implantarse un campamento de la petrolera Astra y muy pronto se volvió un pueblo organizado bajo la petrolero. El barrio en su mejor momento llegó a tener más de 1500 obreros, muchos de ellos eran poblaciones completas de inmigrantes que vivían en las gamelas. Desde su llegada la compañía construyó viviendas y hasta un parque para los operarios. La compañía adquirió desde el inicio de la explotación un total de 8.968 hectáreas. Sus construcciones del incipiente «pueblo» fueron de maderas y chapas de zinc. El primer edificio de material fue la cocina central, levantada en 1916 con piedras labradas por los mismos albañiles picapedreros que en 1917 le dieron su sede a la administración, edificio que aun deslumbra en la entrada al barrio.
También, en 1917 el ingeniero Carlos Agote, presidente del Directorio; dio indicación de que se intenten elaborar cal y ladrillos con ostras fósiles. De este modo, hicieron un ensayo construyendo una pieza de 4x4 de ostra y mortero. Con resultados alentadores inició la producción. La extracción de las ostras se efectuaba en la cima del cerro Papagoikop, hoy conocido como La Caracola. El proceso de traslado era lento y dificultoso, por lo que instalaron un sistema de poleas horizontales en la cima del cerro con vías paralelas. Así, mediante un cable, las volquetas subían al cerro para luego regresar llenas de ostras hasta la fábrica. Según testigos de la época, para hacer el camino de los carros hubo que contratar a 150 hombres, con un trabajo puramente manual.Ya con los contingentes instalados el poblado estaba totalmente aislado por las distancias y debió a recurrir a la agricultura para abastecerse de vegetales y frutas. Los inmigrantes realizaron una huerta comunitaria donde se turnaban para sembrar y cosechar toda la producción que la población necesitaba. Con el tiempo el vergel creado dio lugar al parque obrero del barrio.
En 1918 la fábrica de ladrillos de capitales alemanes producía hasta 59.000 ladrillos mensuales desde ese el primer año de funcionamiento. Insumía la cal obtenida con la molienda de ostras marinas que se obtenían del cerro la Caracola. Estos ladrillos moldearon a los edificios más pintorescos de la región como en Diadema Argentina. En el propio barrio ese material se usó para la usina del pueblo, casas de personal, viviendas de empleados jerárquicos, la comisaría, los talleres y la sala de fiestas con su bar-restaurante. A su vez, eran comercializados, representando alternativa económica para los pobladores de ese entonces. La producción fue vendida por la empresa a grandes empresas, como la casa Lahusen de Comodoro Rivadavia y la Compañía Argentina de Comodoro Rivadavia en kilómetro 8. 
La producción fue tan importante que gracias a la fábrica de ladrillos, la empresa petrolera y su estación de trenes fueron claves en 1925 para la construcción del Faro San Jorge.
Ya con el yacimiento en producción se procede a construir tanques colectores, estación de bombeo, planta deshidratadora, oleoductos, una destilería, una usina, la casa de administración del a empresa, diversas viviendas para el personal soltero y casado, y una planta de almacenamiento. En tanto a pocos kilómetros la empresa crea un embarcadero para la salida de los hidrocarburos vía mar. Esto daría lugar a la creación de otro poblado conocido como Caleta Córdova, cuyo sistema de carga por cañería submarina fue inaugurado en 1924, siendo el primero de este tipo en el país. Las instalaciones luego fueron vendidas a YPF en 1937. En el propio barrio ese material se usó para la usina del pueblo, algunas casas de personal, viviendas de empleados jerárquicos, la comisaría, los talleres y la sala de fiestas con su bar-restaurante
En 1922 Astra construyó su propia escuela, aliviándose su población de herrar por educación. Otras de las obras aportadas por la empresa para sus empleados fueron el cine, el hospital, la capilla y diversos campos deportivos de diferentes deportes costeados por Astra.
La compañía creó su destilería que comenzó a funcionar en 1926 y a fines del año siguiente ya se podía comprar gasolina que se comercializaba en latas de 10 o 15 litros. Años más tarde la refinería sería destruida por un incendio.
Dependía de la empresa Astra, la cual se inició en 1912. Su actividad llega al clímax durante el boom petrolero que vive la región y desde 1958; un informe de ferrocarriles del estado aduce que posee 1500 habitantes.
Fue fundamental la batalla del petróleo declarada por Arturo Frondizi el 24 de julio de 1958 que concesionó 4000 pozos de petróleo en el yacimiento de Comodoro Rivadavia y permitió que la empresa y el barrio se reactiven ya la empresa Astra, se hallaba paralizada por agotamiento de su zona de explotación.
Su crecimiento se estanca e inicia descenso en la década de 1960, cuando la compañía cambia de dueños. La exploración total desde 1912 a 1960 fue de 1.149 pozos en una superficie de 5927 hectáreas. Esto le dio una producción de 6.000.000 metros cúbicos de petróleo acumulada. Sin embargo desde la década de 1960 inicia el declive de su producción. Siendo precisamente que desde ese decenio empieza el declive del lugar dado muchos trabajadores migraron a la zona urbana por despidos y desconfianza.
Para 1970 la empresa se había diversificado y subdivido en dos áreas: 
- Astrafor: formaliza contratos con YPF en la batalla del petróleo de Frondizi adjudicándose la zona El Huemul de Santa Cruz
- Astrasur: se crea en 1969 y logra adjudicarse una refinería en el predio de PCR que mantuvo operativa hasta 1982.

Durante el transcurso de la década de 1970 la localidad es arrastrada junto con otras, en un proceso donde empresas petroleras privadas y la estatal se desligaron de la administración de los servicios en sus campamentos (hoy barrios). Como resultado la administración paso a manos de la municipalidad comodorense, centralizando estos campamentos y barrios en la Zona Norte; a cual se impuso una división política en cinco circunscripciones y una representación barrial popular por Asociaciones Vecinales en 1972. El pueblo o localidad pasó a ser desde entonces un barrio más de Comodoro, pero no formó parte de su aglomerado hasta entonces.
Otro golpe desestabilizador y que ayudó a su despoblamiento fue el cierre de su estación y clausura total del Ferrocarril de Comodoro Rivadavia en 1979
Durante la década de 1980 participó junto a otros barrios de Zona norte de Comodoro del intento fallido de municipalizar Zona Norte, acabando las pretensiones separatistas desde entonces. En el año 1987 y fue construido gracias a aportes de YPF su Museo Paleontológico de Astra sobre un costado del a Ruta Nacional 3.
El 15 de diciembre de 2012 se cumple el centenario del barrio por lo que se realiza un acto conmemorativo en frente del primer pozo petrolero realizado en dicho barrio, donde participaron autoridades municipales y muchas familias y personas vinculadas con Astra. Además, se reveló la noticia de que el barrio sería declarado patrimonio histórico de la ciudad ya que entró en el expediente de la ciudad el 4 de diciembre de 2012.
Durante el año de su centenario la reciente estatizada YPF filmó parte de su spot publicitario en esta localidad, Diadema Argentina y los Campamentos Petroleros de YPF.
Desde su centenario hasta 2013 se viene trabajando para hacer al barrio más turístico su circuito se compone de un recorrido por la administración, el Pozo n.º 1, la Iglesia, el bar y el antiguo cine del lugar, siendo la propuesta saber cómo era la vida de los petroleros dentro del campamento.
Su imagen de zona altamente industrial está diluida con fábricas cerradas, arboleda seca y vieja, servicios añejados, falta de infraestructura y edificios del patrimonio histórico y cultural abandonados. Sobreviven ajados por el tiempo los medios de recreación de los petroleros como su cine y su bar. Desafortunadamente su parque y museo fue abandonado por la empresa y sufrieron desmanes importantísimos tanto dentro como fuera de sus predios.
A pesar de todos los abandonos que fue sometido a lo largo de la historia económica argentina; el barrio aún sobrevive gracias al petróleo, ya que YPF mantiene un asiento importante en el barrio.

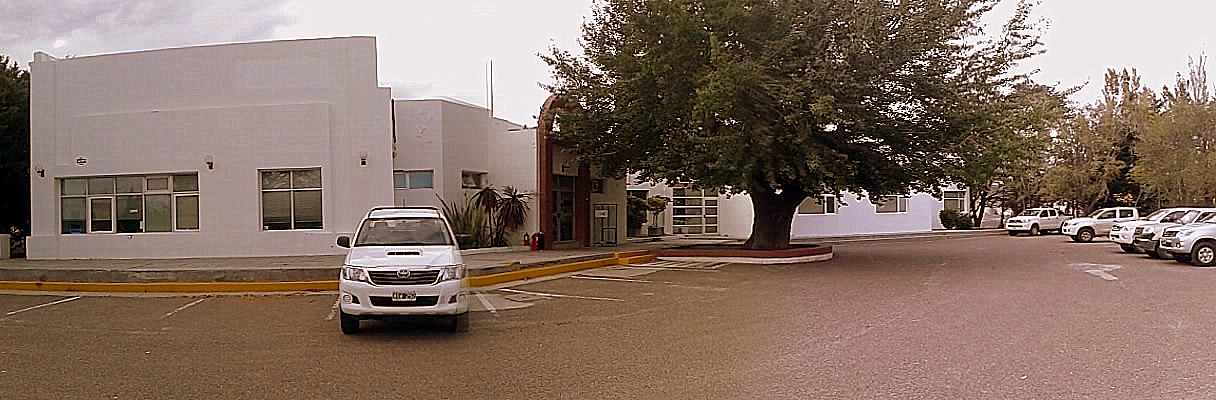
Sede administrativa de YPF en Astra

## Idiosincrasia

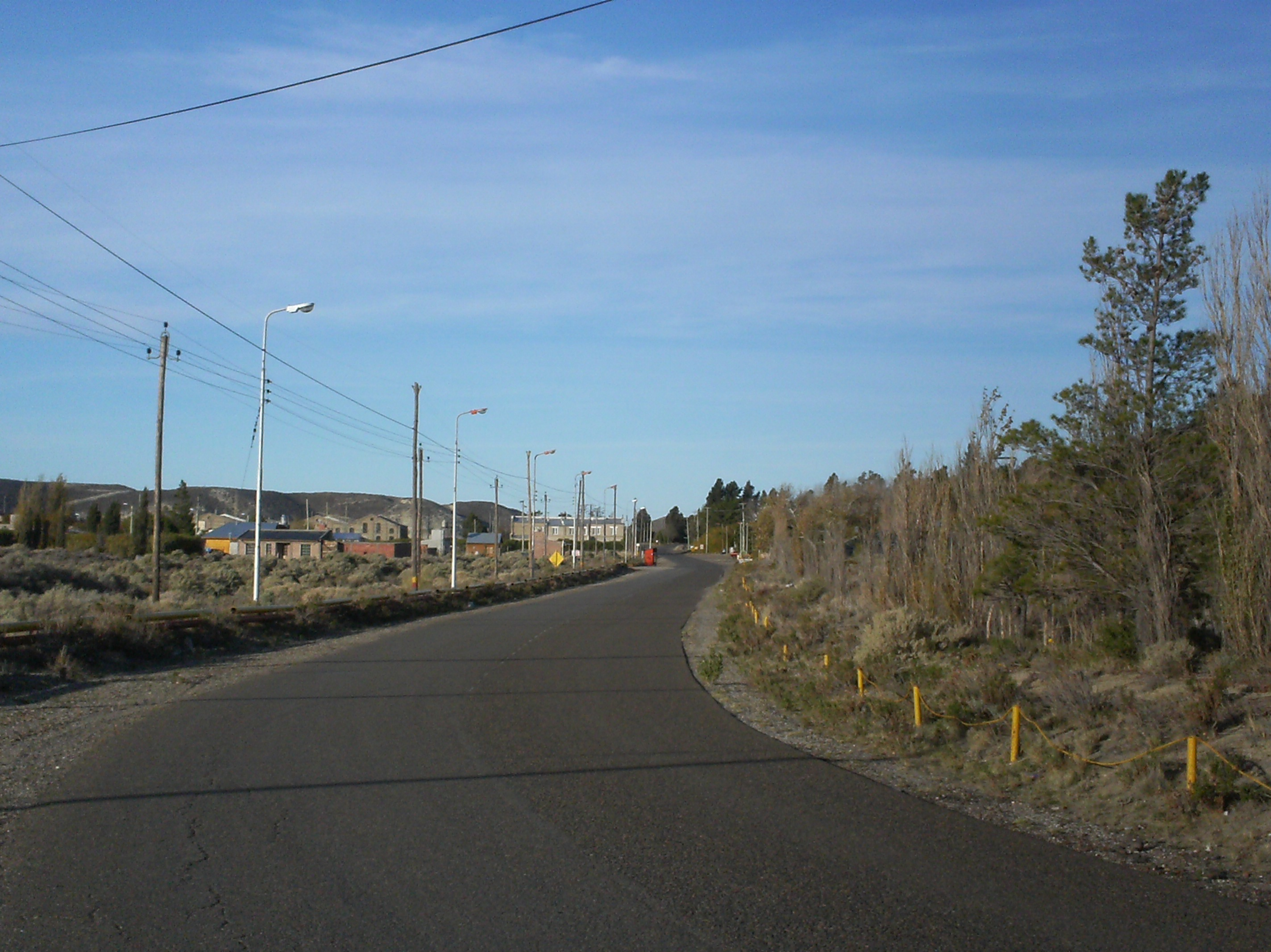
La calle de ingreso a la localidad delata sus casas históricas y la antigüedad.

Al servicio de la empresa trabajaron búlgaros, argentinos y rusos, portugueses, polacos, yugoslavos, checoslovacos y chilenos, albaneses, lituanos, italianos, griegos, suecos, ingleses, suizos, alsacianos, árabes y turcos, armenios, sudafricanos, uruguayos, franceses, estadounidenses, serbios, ucranianos, noruegos. Y por lo menos un finlandés, un pérsico y un japonés. Los alemanes, por lo general acomodados en puestos jerárquicos, históricamente fueron mayoría junto a españoles y austriacos. En el campamento llegaron a convivir judíos con alemanes apolíticos o nazis por sentimiento, afiliación u obligación, comunistas, anarquistas, analfabetos e ingenieros, hombres solteros y mujeres casadas.

## Población
Con la caída de la actividad petrolera luego de la partida de la empresa Astra, la población viene decayendo hasta la actualidad. En 1957 registraba 1.500 habitantes. Contó con 219 habitantes (Indec, 2001), lo que representó un descenso del 37,6% frente a los 351 habitantes (Indec, 1991) del censo anterior, en esa ocasión se computaron 109 viviendas. Entre las causas del éxodo están la caída de la explotación petrolera, la gran distancia hasta el Barrio Centro, falta de viviendas y comodidades. La población viene contando constantes bajas en 1957 el ferrocarril que la atravesaba contaba alrededor de 1500 habitantes aproximadamente y lo sumaba al total de las otras localidades, para sacar una cifra de la cantidad de población que atendía. Integra el municipio de Comodoro. 
En 2001 no conformó el aglomerado Comodoro Rivadavia - Rada Tilly, debido a que está muy distante del Barrio Centro, unos 20 km al norte. La expansión de la ciudad petrolera llevó a fundar distintos barrios en inmediaciones de Astra a 11, 12, 14 y 17 kilómetros de distancia. Esto posibilitaría, de seguir así, la inclusión de Astra en el aglomerado de Comodoro en los datos definitivos del censo 2010 o el siguiente. 
En el censo nacional realizado en el año 2010 arrojo que el barrio Astra cuenta con 341 habitantes, volviendo a crecer su población luego de 20 años en un 5.08 %.
El censo 2022 fue el primero que reunió absolutamente a todos los barrios - localidades de zona norte y sur; ya que se consideró en el número global al total de barrios pertenecientes al municipio sin considerar distancia. De este modo, por primera vez Astra, Diadema y la zona rural adyacente fueron parte del número final que superó los 200.000 habitantes para Comodoro.Sin embargo, fue posible conocer la población individualizada de la localidad que contó con 329, siendo una leve disminución de habitantes. Se conoció que contaba con 120 hogares y su población estaba compuesta por 156 hombres y 173 mujeres. Sin embargo, las cifras obtenidas fueron estimativas solo teniendo en cuenta a la población en viviendas particulares; es decir, excluyendo del dato a la población institucional y las personas sin hogar. Gracias a este censo también fue posible conocer su densidad y tamaño urbano.
| Gráfica de evolución demográfica de Astra entre 1991 y 2022 |
|                                                             |
| Fuente: Censos nacionales del INDEC                         |

## Infraestructura comunitaria[29]
- Centros de Salud:

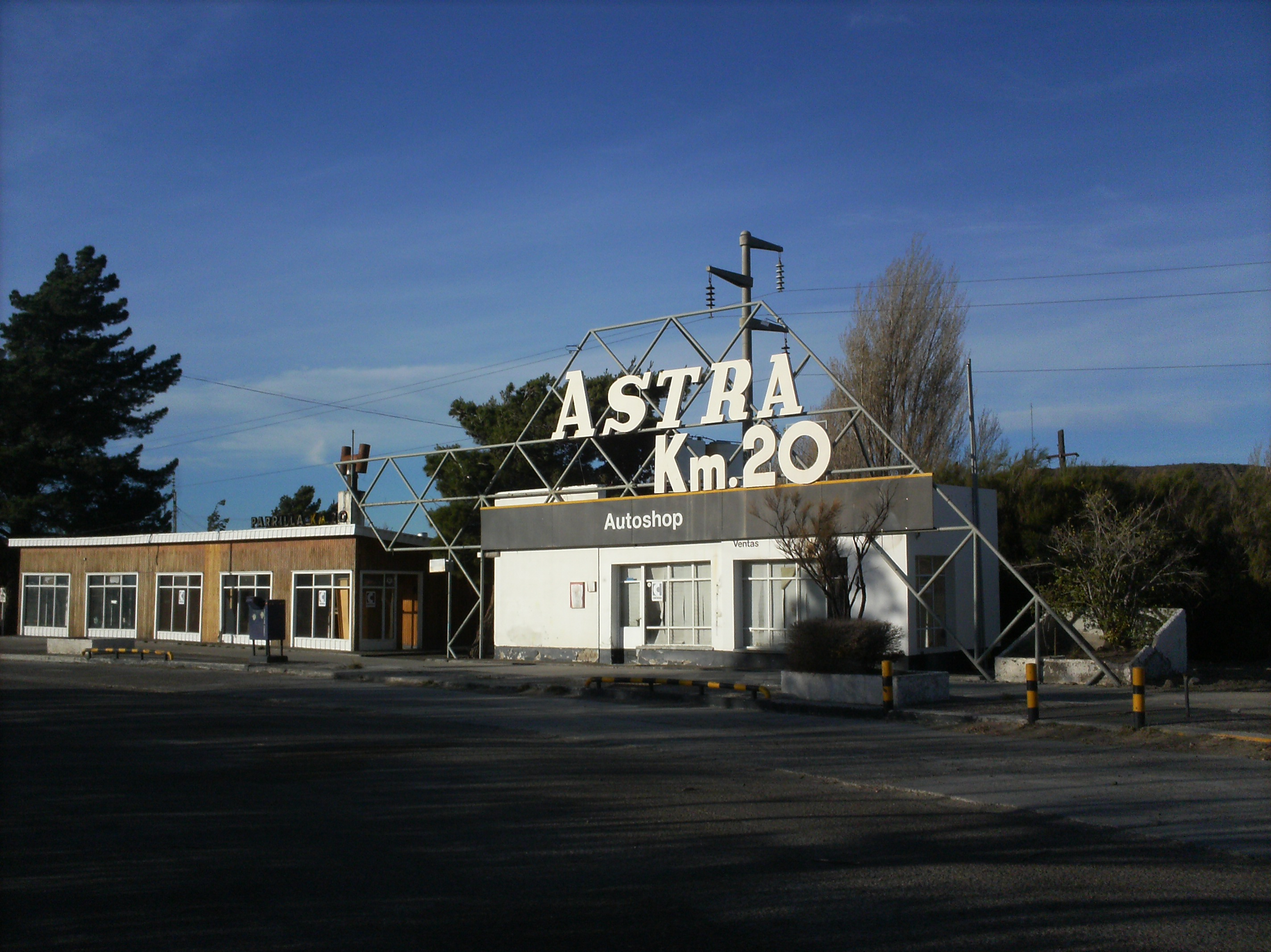
La denominación popular para esta localidad.

Centro de Atención Primaria Barrio Astra-
Dr. Richiardi 130
- Asociación Vecinal:

Asociación Vecinal Barrio Astra - km 20
Casa 83
- Sistema Educativo:

Escuelas EGB 1 y 2
Escuela 147 Leonardo Agustín Muñoz
Casa n.º 137
- Biblioteca Popular Astra Symeon Savino 1120

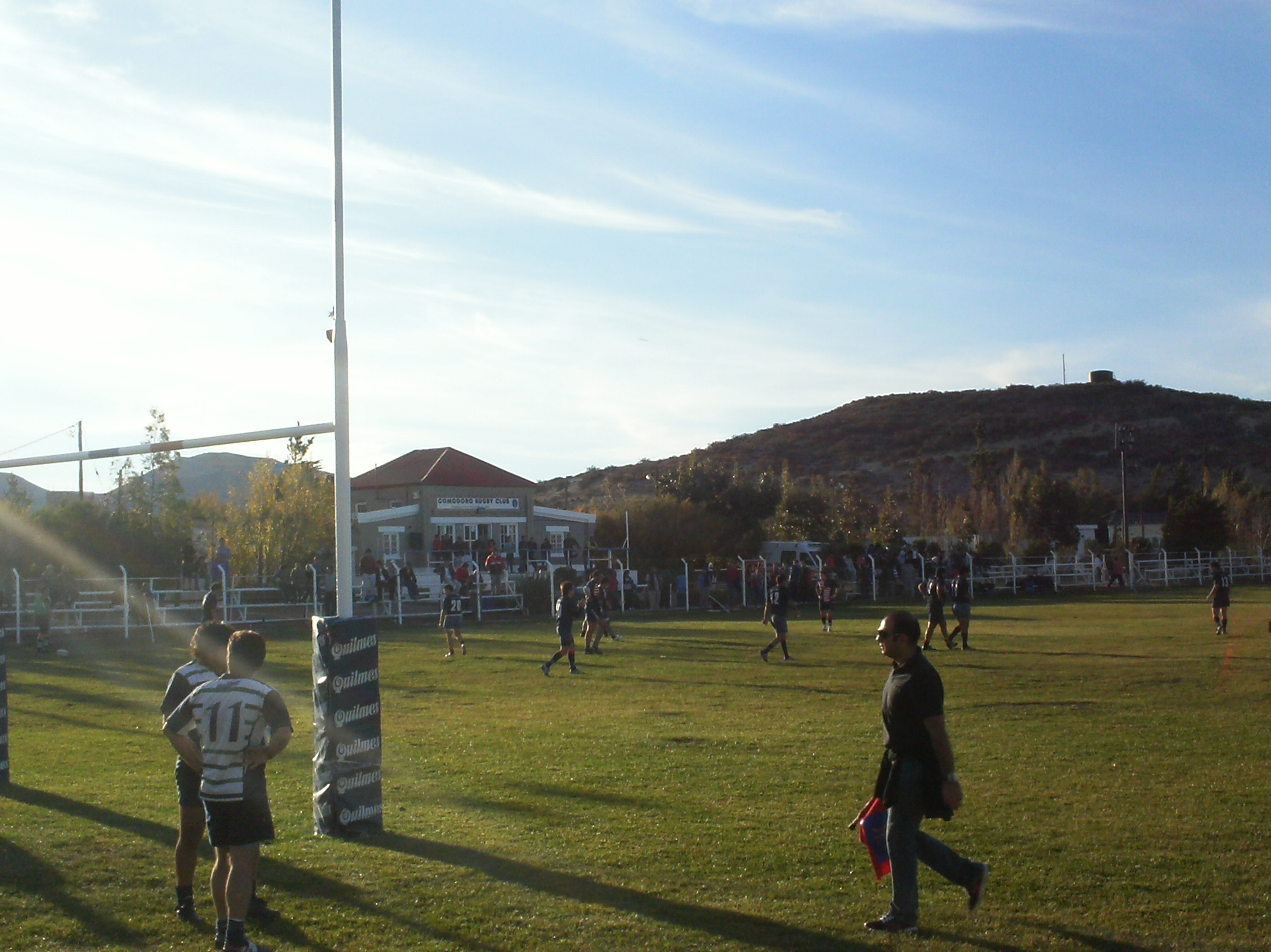
Astra se destaca por su excelente Rugby que es practicado por su club Comodoro Rugby.

La Biblioteca Popular Astra, es una asociación civil sin fines de lucro, con personería jurídica,  que tiene como objetivo promover el desarrollo de la cultura en todos sus aspectos y la educación permanente, mediante la organización de actividades culturales, fomentando la lectura y ofreciendo el servicio de una sala de lectura.  Asimismo, se propuso, rescatar y difundir la rica historia de Astra para que los pobladores actuales reconozcan los orígenes, y se identifiquen con el lugar donde viven con el fin de generar un sentimiento de pertenencia que le permita hacer crecer y progresar a esta localidad rural. Está ubicada en el edificio de la desaparecida Administración de la Empresa Astra. Fue inaugurada el 30 de octubre de 2009, por iniciativa de un grupo de vecinos interesados en difundir la cultura, pero sus orígenes datan del año 2007 cuando estos vecinos viendo la necesidad de los niños, jóvenes y adultos, decidieron fundar una biblioteca con el fin de difundir y promover el desarrollo cultural de la comunidad rural. 
A partir de la inauguración se organizan actividades culturales en forma permanente. Entre ellas presentación de obras de teatro de grupo locales, nacionales e internacionales; Cafés Literarios; presentación de libros de escritores locales; proyección de películas; charlas de interés general; espectáculos musicales, etc. 
La biblioteca popular Astra, conformó la Editorial Biblioteca Popular Astra desde 2014, y presentó su primer libro “Astra 100 años” el 17 de mayo de 2014 en el Cine Teatro de Astra. Fue ideado en el marco de los 100 años de la localidad. Este libro es un registro fotográfico de los habitantes actuales de Astra, un libro que pretende dar cuenta de la situación en la que se encuentra ahora la localidad con el objetivo de afianzar en los vecinos un mayor sentido de pertenencia. Fue definido como un álbum familiar y colectivo, que indaga los límites de lo privado y lo público, con la esperanza de permitir a los astrenses conocerse entre sí. A mediados del mismo año (2014), empezó a trabajar en el segundo libro titulado “Anecdotario de Astra". Recuperó en 1914, el edificio del Cine Teatro, que estuvo cerrado por mucho tiempo, actualmente cuenta con habilitación municipal y cumple una función social y cultural muy importante.

## Deportes

### Rugby
Sin lugar a dudas el Rugby es el deporte por excelencia de Astra, su club es Comodoro Rurby Club y es uno de lo más importantes de la ciudad, su cancha una de las mejores y sus instalaciones están entre las mejores. La cancha y el club son partícipes de la selección mayor "Unión Austral de rugby" participa del torneo Zona Ascenso Sur 2 del Argentino de Mayores de la disciplina. Paso previo para el ascenso a la elite del rugby nacional de Uniones (la máxima categoría). La selección Unión austral se compone de equipos de Pico Truncado, Comodoro Rivadavia, Caleta Olivia y Las Heras.

### Fútbol
En astra se creó el Club Atlético Astra fundado en 1924, muy recordado es haber participado en la liga de fútbol de Comodoro Rivadavia. Contaba con un predio con cancha de fútbol de césped (hoy Comodoro Rugby Club). Desapareció por la partida de la empresa ASTRA. Actualmente este desaparecido club renació con el nombre Club Deportivo Cultural y Social Astra en 2008. Hoy cuenta con 80 jugadores entre las disciplinas de fútbol y básquet. Su principal objetivo el brindarles a los chicos de zona norte, la posibilidad de acceder a las prácticas deportivas en forma gratuita. Funciona en la planta alta del archivo histórico municipal, donde se atesoran las fotos e imágenes del Club Atlético Astra.

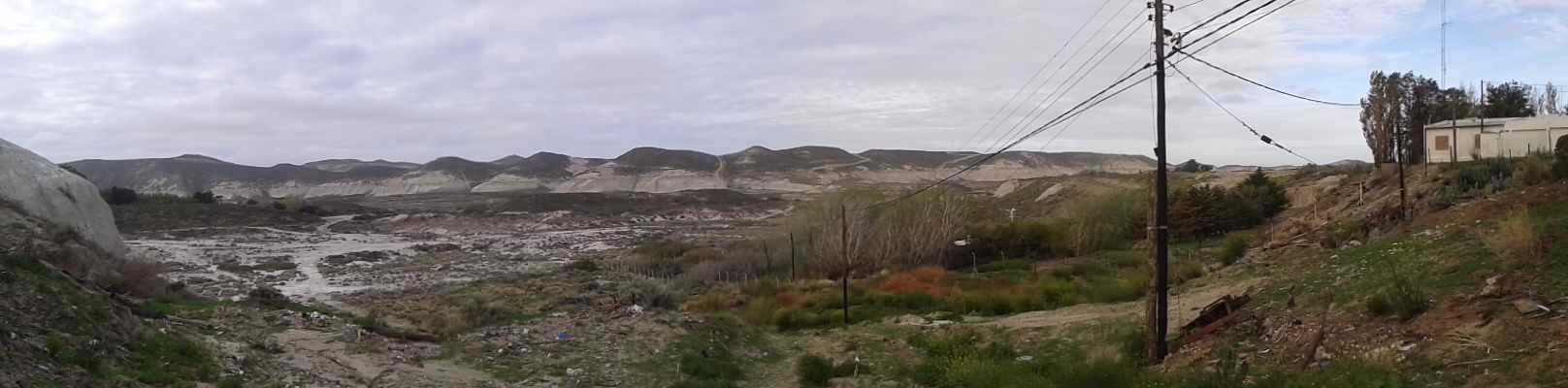
Entorno natural del barrio

## Galería

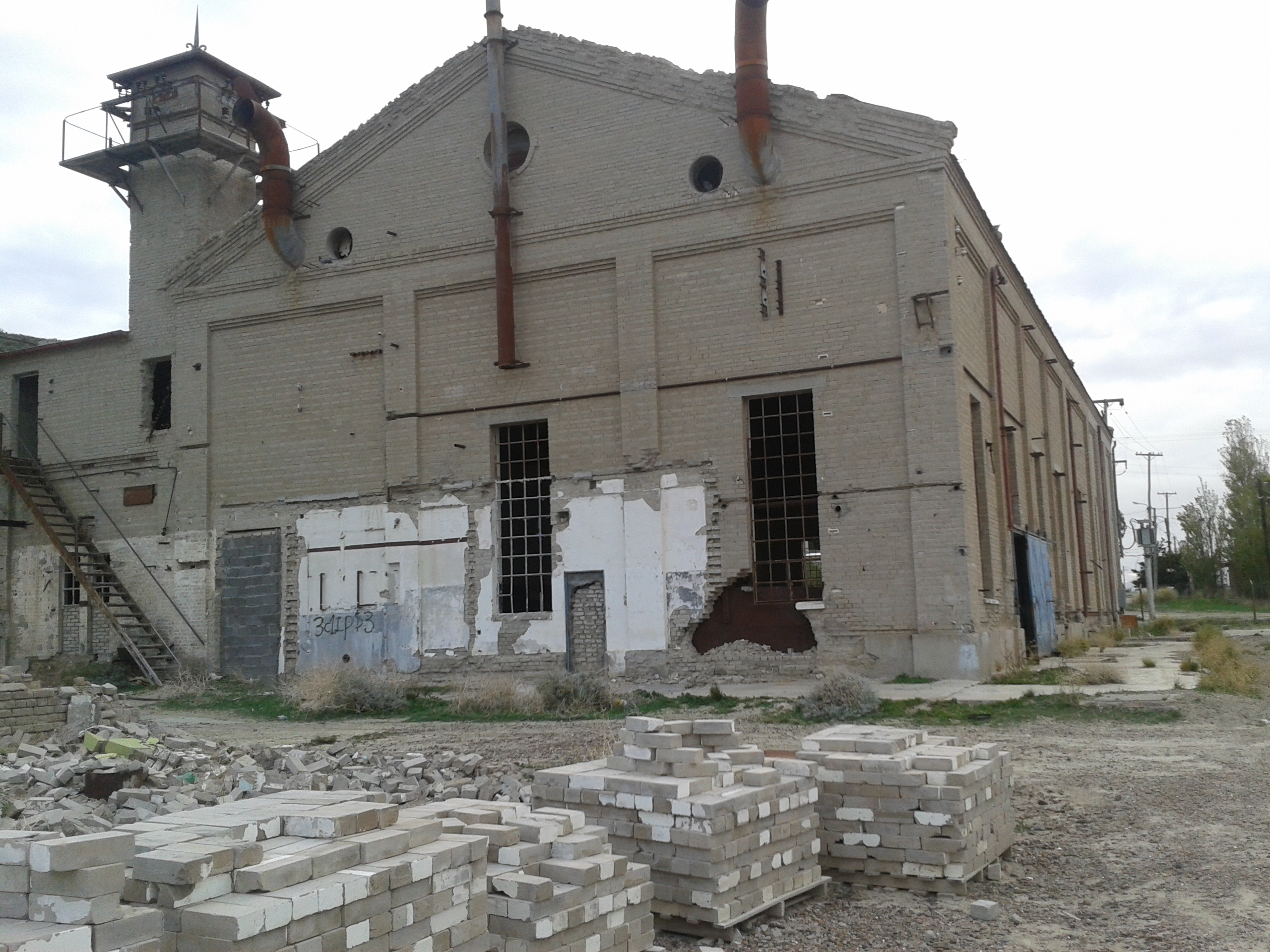
La antigua usina
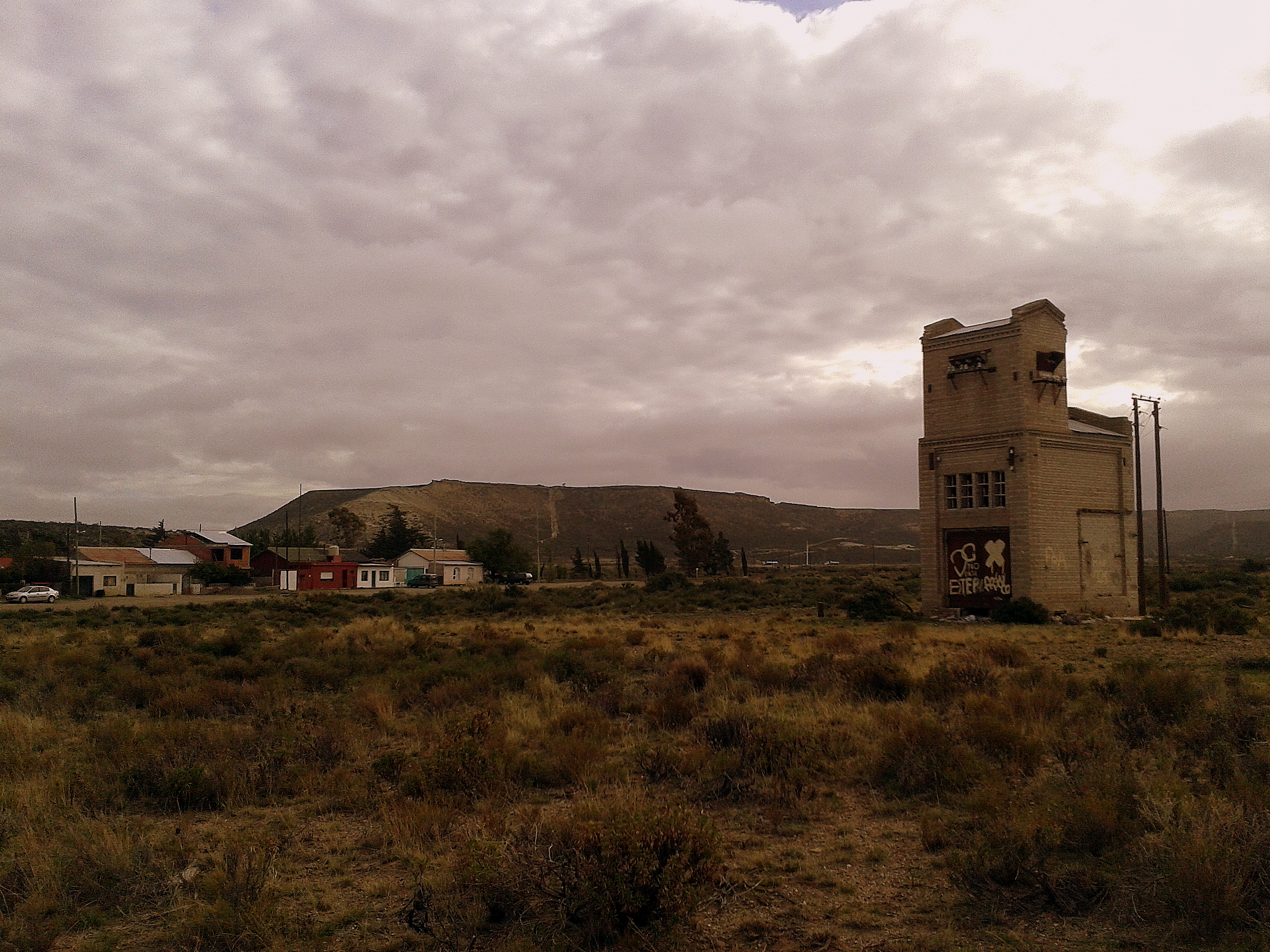
Antigua usina eléctrica de Astra hoy en abandono, pero con conservación aceptable
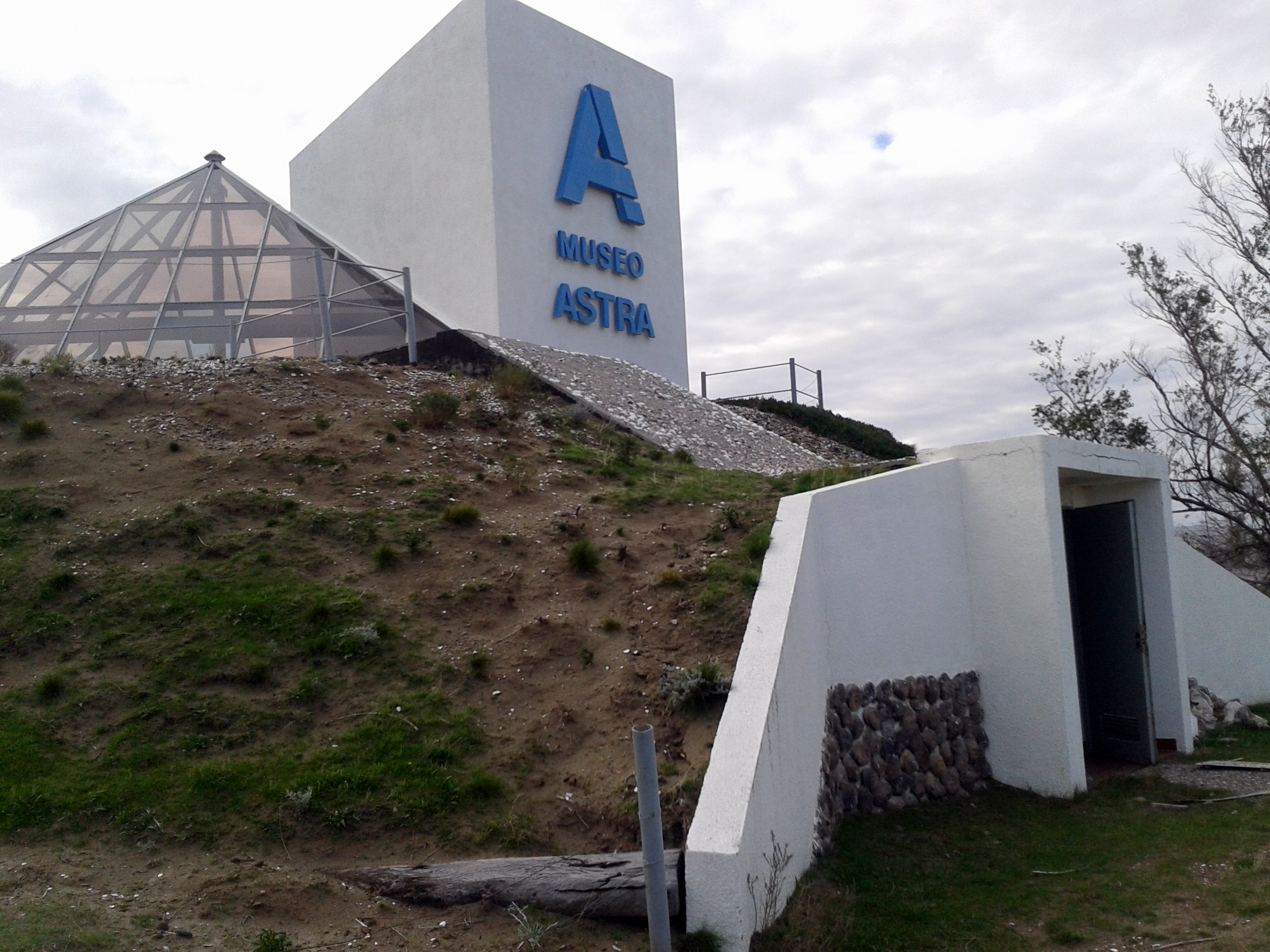
El museo Astra, hoy abandonado sobre la ruta
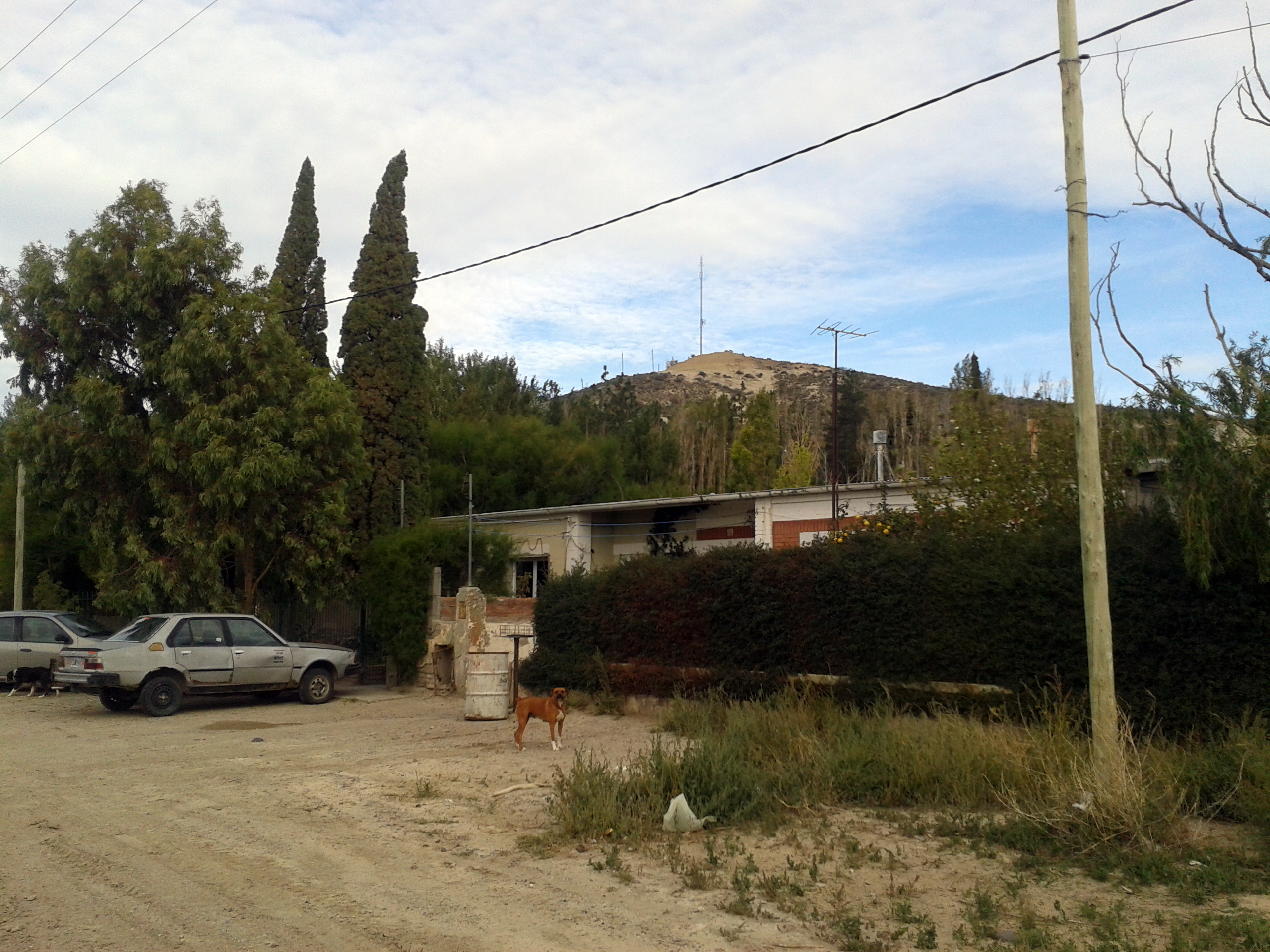
Vista del cerro La Caracola muy próximo a Astra
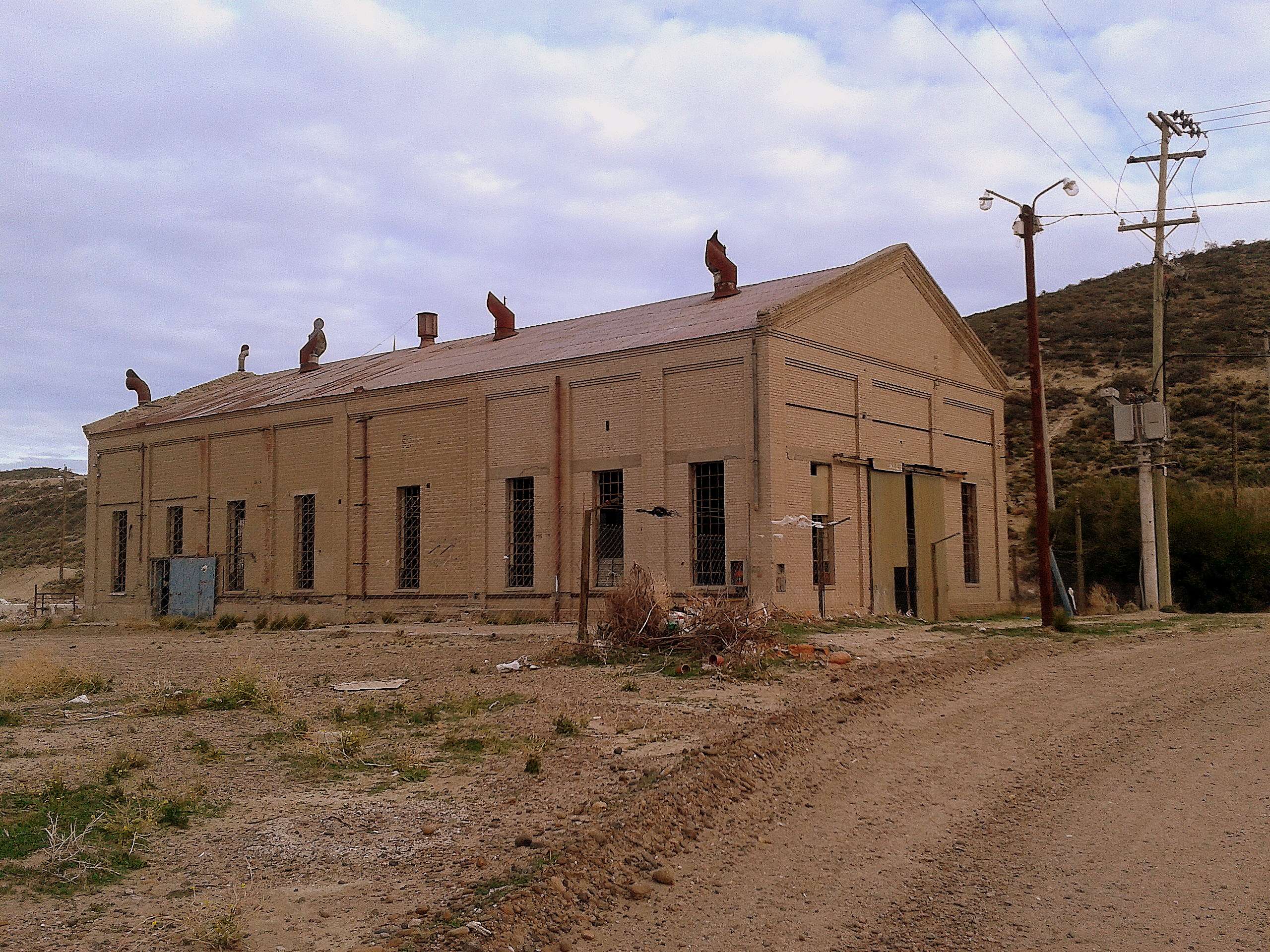
otra vista de la ex usina
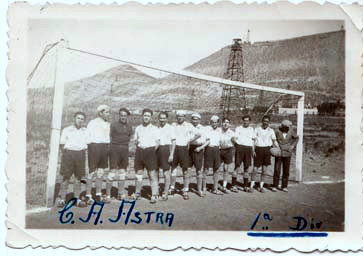
Club atlético Astra cuando pertenecía a la empresa privada petrolera Astra
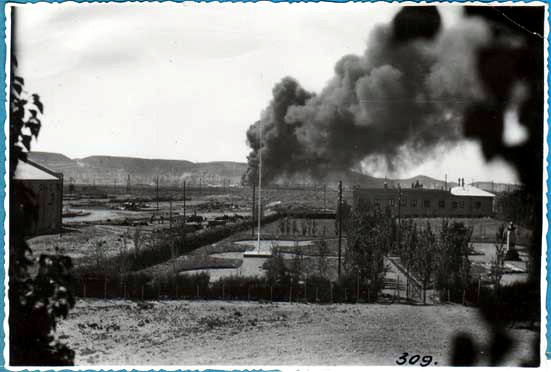
Incendio en la destilería Astra
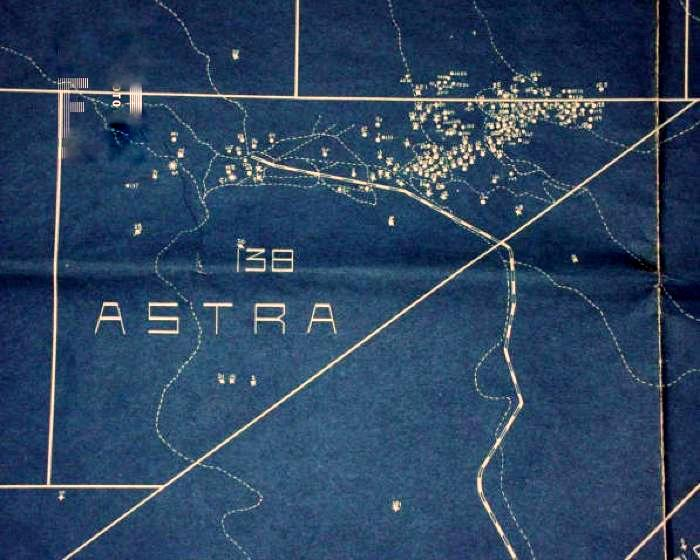
Mapa de la intensa explotación petrolera del yacimiento atravesado por diversos caminos y la vía férrea del ramal
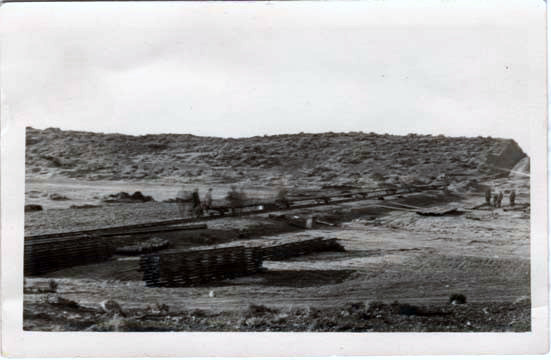
Funicular que unía Astra con Caleta Córdova